# هرمان فان لو
هرمان فان لو (انگلیسی: Herman Van Loo؛ زادهٔ ۱۴ ژانویهٔ ۱۹۴۵) دوچرخه‌سوار اهل بلژیک است.